# Großer Distelrüssler

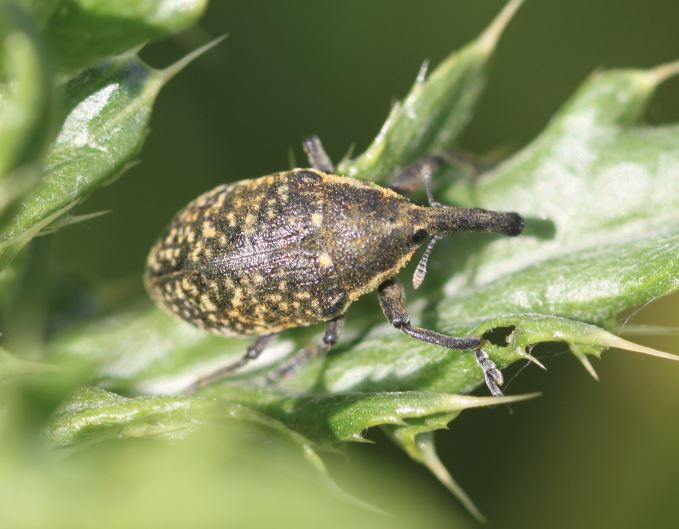

Der Große Distelrüssler (Larinus sturnus) ist ein Käfer aus der Familie der Rüsselkäfer (Curculionidae).

## Merkmale
Die 8 bis 12 Millimeter langen Käfer sind in der Regel größer als die ähnlichen Arten Larinus beckeri, Larinus jaceae, Larinus planus und Larinus turbinatus. Der dicht punktierte Rüssel weist in der Mitte der Basis einen feinen, glänzenden Kiel auf. Der Halsschild hat einen tiefen Basaleindruck. Die Halsschildseiten sind nach vorne schwächer gerundet. Die hell gesprenkelten Flügeldecken sind zur Spitze hin schneller verengt als bei L. jaceae und L. beckeri. Der Rüssel der Männchen ist etwa so lang wie der Halsschild, bei den Weibchen dagegen im Verhältnis wesentlich länger.

## Verbreitung
Die Art ist in Europa weit verbreitet. Sie fehlt lediglich auf den Britischen Inseln und im Norden Skandinaviens. Im Mittelmeerraum einschließlich Nordafrika, im Nahen und Mittleren Osten (Iran) sowie in Zentralasien (Turkestan) ist die Art ebenfalls vertreten. In Mitteleuropa kommt die Art südlich der Mainlinie häufig vor, am Nordrand der Mittelgebirge dagegen selten.

## Lebensweise
Man beobachtet die Käfer gewöhnlich von Mai bis August. Die Larven entwickeln sich in den Blütenköpfen verschiedener Korbblütler (Asteraceaea), insbesondere in Kratzdisteln (Cirsium). Weitere Wirtspflanzen sind Kletten (Arctium), Ringdisteln (Carduus) und Flockenblumen (Centaurea) sowie die Mariendistel (Silybum marianum). Die Verpuppung findet in der Blütenachse statt.
Die Schlupfwespe Exeristes roborator ist ein Parasitoid von Larinus sturnus.

## Gefährdung
Die Art gilt in Deutschland als ungefährdet.

## Taxonomie
Die Art wurde 1873 von Johann Gottlieb Schaller als Curculio sturnus Schaller, 1783, wissenschaftlich beschrieben. Neben dieser Bezeichnung finden sich in der Literatur folgende Synonyme:
- Larinus sturnus (Schaller, 1783)
- Larinus conspersus Boheman, 1843
- Larinus fringilla Gyllenhal, 1827
- Larinus hispanicus Petri, 1907 nec Motschulsky, 1849
- Larinus lucidirostris Penecke, 1936
- Larinus proboscideus Petri, 1907
- Larinus stellaris Gyllenhal, 1835
- Larinus striatopunctatus Petri, 1907